# Спорови растения
Спорови растения (Pteridophyte) са васкуларни растения (растения с ксилем и флоем), които нямат цветове, нито семена и оттук се наричат васкулартни криптогами (тайно репродуцуращи се). Вместо това, те се възпроизвеждат и разпространяват само чрез спори. Споровите растения включват хвощови, папрати и плаунови.
Използват за медицински цели и често са отглеждани като декоративни растения.

## Класификация
Споровите растения не образуват монофилетична група, но често се приема, че се състоят от две групи:
- Lycopodiophyta (Lycopodiales, Selaginella и Isoetes),
- Папратовидни:
  - Marattiaceae (Папрати),
  - Equisetophyta (Хвощови),
  - Psilotophyta и Ophioglossophyta,
  - Leptosporangiate (Същински папрати) (най-голямата група от папрати).

В допълнение към тези живи групи на pteridophyte, са няколко групи, които вече са изчезнали и са известни само от вкаменелости. Тези групи включват Rhyniophyta, Zosterophyllophyta, Trimerophytophyta, и прогиноспермните.
Съвременните изследвания на сухоземните растения потвърждава, че всички pteridophyte имат един общ прародител. Въпреки това, те не образуват един клон (монофилетична група), защото семенните растения са произлизат от тази група, най-вероятно са близки роднини на прогиноспермните.